# Melusina (Kreutzer)

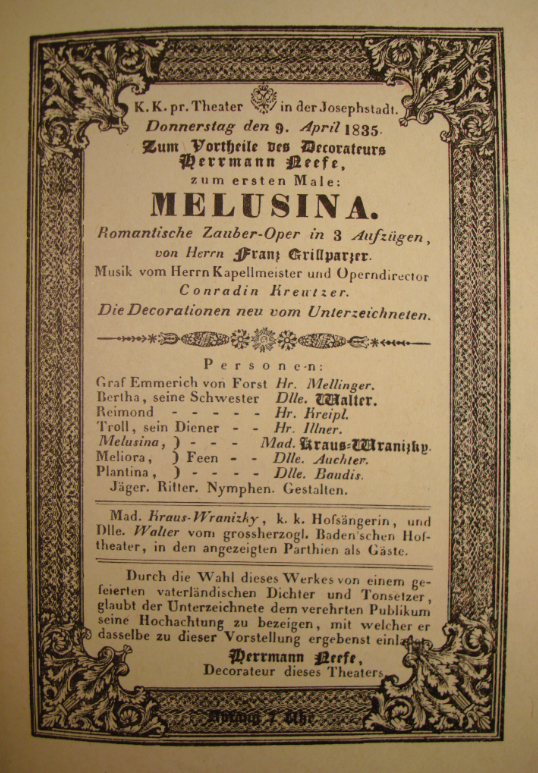
Melusina-Erstaufführung Wien 1835

Melusina ist eine dreiaktige „romantische Zauber-Oper“ mit gesprochenen Dialogen von Conradin Kreutzer. Das Libretto verfasste Franz Grillparzer 1823 ursprünglich für Ludwig van Beethoven.

## Entstehung und Uraufführung
Anfang der 1820er Jahre gab es neuerlich verstärkte Bemühungen, Beethoven zur Komposition weiterer Bühnenwerke zu ermuntern. Zunächst dachte man an das Sujet der Schillerschen Bürgschaft, aus dem Ferdinand von Biedenfeld eigens ein Libretto für Beethoven schuf, von dem dieser zumindest den heroischen ersten und dritten Akt vertonen sollte, während der zweite idyllische einem anderen Komponisten anvertraut werden sollte.
Ein anderes Projekt für Beethoven stammt aus Grillparzers Feder. Beethoven hatte angeblich begonnen, eine Vertonung zu planen, und soll bereits einzelne Skizzen notiert haben. Später wurde in Franz Schuberts Freundeskreis erwogen, ob er möglicherweise die Rechte zur Vertonung erlangen könne – Moritz von Schwind beschäftigte sich immer wieder mit diesem Stoff und fertigte noch in seinen letzten Lebensjahren Skizzen zu einem Bilderzyklus an –, doch hatte nun bereits der Buchhändler Johann Baptist Wallishausser die Rechte daran erworben, brachte seinen Druck jedoch erst Ende 1833 heraus.
Wie Kreutzer die Rechte zur Vertonung erlangte, ist unbekannt. Aber bereits im Sommer 1832 ist in seiner Korrespondenz davon die Rede, dass er an dem Werk arbeite und sich viel von seiner Wirkung verspreche. Die schon viele Jahre anhaltende Krisensituation an der Wiener Hofoper, an der Kreutzer bis zu seinem Wechsel an das Theater in der Josefstadt eigentlich tätig war, brachte es mit sich, dass er mit anderen Bühnen verhandelte und erstmals auch erfolgreich mit der Konkurrenzbühne der Berliner Königlichen Bühnen. Die Uraufführung erfolgte – mit der den jungen Mendelssohn faszinierenden Wiener Mezzosopranistin Amalie Hähnel in der Titelrolle – in der Inszenierung und unter dem Dirigat des Komponisten am 27. Februar 1833 im Königsstädtischen Theater zu Berlin, weitere Einstudierungen fanden in Brünn (1833) und Wien (Josephstadt, 1835) statt.
Eine Neufassung von Alexander Doent wurde 2022/2023 in der Blackbox des Musiktheater Linz aufgeführt mit Tenor Connor Prendiville als Raimund und Sopranistin Tina Josephine Jäger als Melusina.

## Idee und Handlung
Das Sujet der Melusina weist enge Verwandtschaft mit jenem des Undine-Stoffes von Friedrich de la Motte-Fouqué und Ernst Theodor Amadeus Hoffmann sowie der Rusalka von Antonín Dvořák auf: es thematisiert das schwierige Liebesverhältnis eines Menschen zu einem Fabelwesen (einer Nixe).
Das Singspiel, mit dem Grillparzer den modernen Stil des Wiener Volksmärchens begründete, handelt von den problematischen Beziehungen zwischen Idee und Wirklichkeit. Melusina verkörpert die Welt der Ideen, während Troll, der Diener Raimunds die Existenz der Ideen leugnet und nur die Wirklichkeit anerkennt. Die mittlere Position zwischen Idee und Wirklichkeit nimmt Raimund ein. Durch die Vermählung mit Melusina versucht er mit der Idee eins zu werden, was ihm aber erst durch seinen Tod endgültig gelingt.
Mit diesem Singspiel spricht Grillparzer auch ein Grundproblem seiner Dichterpersönlichkeit an, nämlich, dass es für jemanden, der sich einmal der Idee verschrieben hat, kaum mehr möglich ist, in der Wirklichkeit des Lebens Fuß fassen.

## Wirkung
Wenige Tage nach der Uraufführung von Melusina meldete sich Kreutzer am 4. März 1833 in einem Brief an die Leipziger Verleger Kistner und Probst mit einem Aufführungsbericht:

„Vermuthlich werden Sie schon durch öffentliche Blätter erfahren haben, daß meine neueste Oper, Melusina – Text von Grillparzer – am 27ten vorig. M: zum 1tenmal – und zwar mit grossem und einstimmigem Beyfall gegeben wurde. Heute sollte die 1te Wiederhohlung seyn, allein es wurde die 2te Sängerin krank, und nun wurde es auf übermorgen verschoben – jedoch waren heute früh schon Alle Logen und Sitze verkauft! – Bis auf etwelche Störungen im Arrangements – Gruppierung und Decoration durfte man die Vorstellung, musikalisch betrachtet, vorzüglich nennen. – Die Ouverture wurde stürmend da Capo verlangt, und ich selbst wurde am Schlusse des 1ten und 3ten Acktes gerufen. – Alle hiesigen Blätter und Journale geben sehr vortheilhafte Recensionen – nur wird hie und da der Dichter etwas mitgenohmen – indessen was man ihm nach dieser 1ten Vorstellung zur Last legt – kommt mehr auf die Rechnung des Hrn. Regißeurs – und bey der 2ten Vorstellung werden diese Mißstände alle gehoben seyn – und man wird auch dem Dichter mehr Gerechtigkeit wiederfahren lassen müssen! Daß diese Oper an allen deutschen Bühnen zur Aufführung kommen wird, dessen bin ich fest überzeugt, eben so, daß sie sich auf dem Repertoir erhalten soll – ich darf es selbst – ohne Selbstlob – niederschreiben – diese Composition ist sehr gelungen, und hat die ächt romantische Farbe – es hat liebliche Cavatinen – 2 grosse imposante Arien – oder vielmehr Szenen – ein[en] ganz vorzüglich gelungenen Canon und Quartett – und 3 höchst imposante und karackteristische grosse Finales! –  – was soll man mehr!“